# 特里戈尼亞島
特里戈尼亞島（英語：Trigonia Island），是南極洲的島嶼，位於葛拉漢地西岸，處於普羅斯佩克特角以西15公里，在1959年由英國南極名稱諮詢委員會命名，現時由南極條約體系管理。